# Laura Rodríguez Dulanto
María Laura Esther Rodríguez Dulanto (Supe, 18 de octubre de 1872 - Lima, 6 de julio de 1919) fue la primera peruana que logró ingresar a la Facultad de Medicina de la Universidad Nacional Mayor de San Marcos (1892), egresando como la primera médica cirujana del Perú en 1900. Fue reconocida como «médica clínica, docente, investigadora y líder de la comunidad».

## Biografía
Laura Esther Rodríguez Dulanto nació el 18 de octubre de 1872 en Supe, en ese entonces distrito de Chancay, actual departamento de Lima, hija de Marcelo Rodríguez y de Cristina Dulanto.
Finalizados los básicos estudios que estaban a su alcance en su ciudad natal, se trasladó con sus padres a Lima. Completados sus estudios primarios en el colegio Badaní, luego de arduas gestiones de sus padres ante las autoridades educativas, se le concedió la posibilidad de dar exámenes periódicos ante un Jurado Especial nombrado por el Ministerio de Instrucción a los efectos de avanzar en su carrera. En mayo de 1894 se convirtió en la primera mujer en el Perú que lograba ingresar en la Universidad al entrar en la Facultad de Medicina de la Universidad Nacional Mayor de San Marcos.

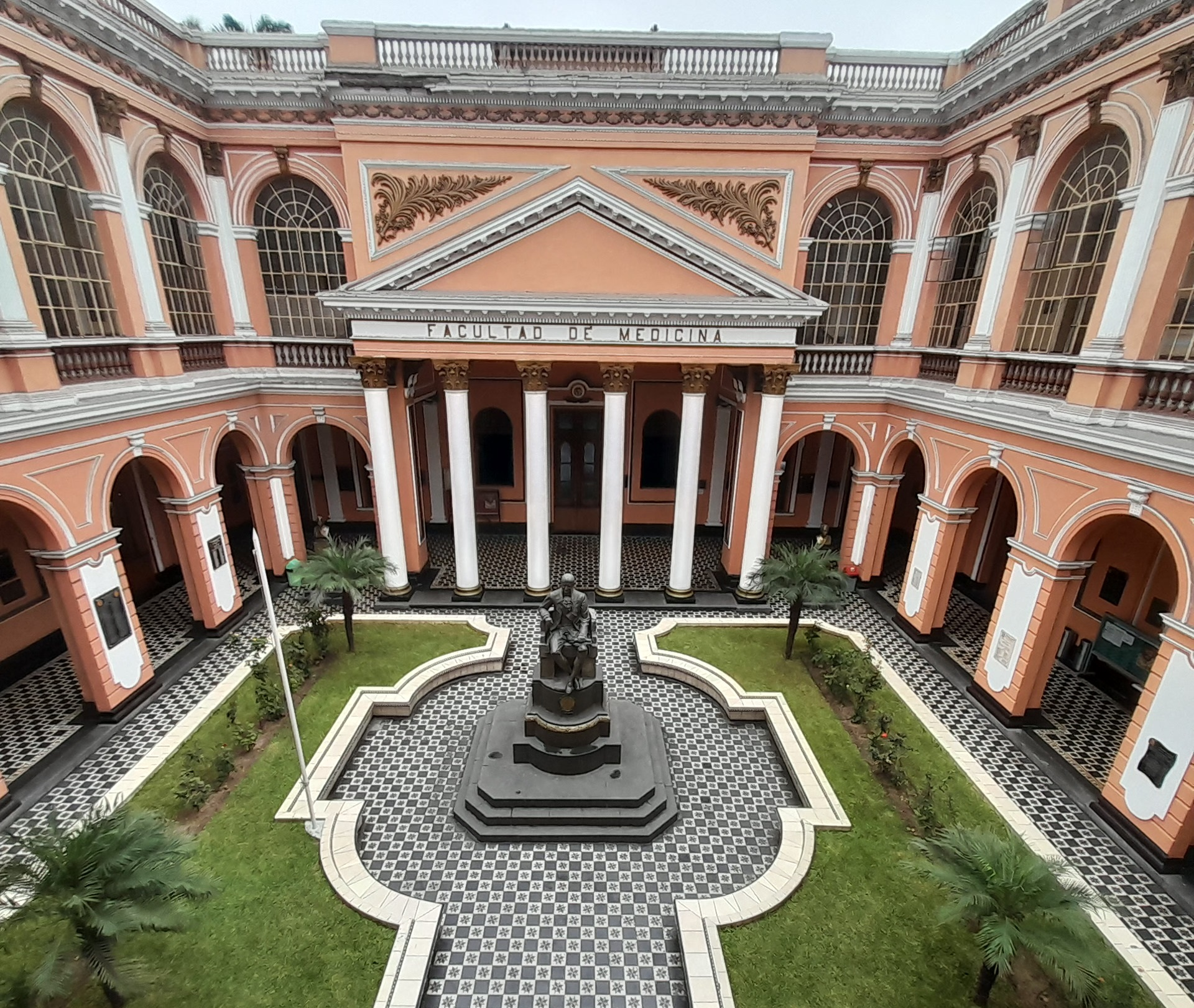
Facultad de Medicina de la Universidad de San Marcos.

Allí estudió con un hermano suyo. Asistía también otra mujer, la ecuatoriana Inés Pauta, aunque no existe constancia de que obtuviera título alguno.
En 1899 obtuvo el título de Bachiller en Medicina con la tesis El empleo del ictiol en las inflamaciones pelvianas. El 16 de septiembre de 1900 Laura Rodríguez Dulanto se convertía en la primera mujer en ostentar el título de médico en Perú al jurar como Médico Cirujano, lo que le valió el reconocimiento público del profesor de historia Miguel Marticorena ante el auditorio de sus compañeros de estudios y homenajes en el Instituto Riva-Agüero y la casona de San Marcos.
Laura Rodríguez se especializó en el ejercicio de la ginecología. Publicó en esa área numerosos trabajos, entre ellos los titulados Enorme quiste ovárico y Fibromioma uterino.
Enseñó y ejerció su oficio en la Escuela Normal de Mujeres, el Liceo Fanning, los Conventos de la Concepción y de las Nazarenas.
Ante el recrudecimiento del conflicto limítrofe entre el Perú y el Ecuador en 1910 fundó la Unión Patriótica de Señoras y, como nueva demostración de patriotismo, donó un equipo de cirugía para la puesta en marcha del Hospital Militar.
Organizó una Escuela de Enfermería, encargándose personalmente del dictado de los curso de Anatomía, Fisiología e Higiene, efectuando con sus pupilas prácticas en los Hospitales de Santa Ana y Dos de Mayo.
Investigó sobre la tuberculosis presentando una ponencia en el VI Congreso Médico Panamericano realizado en 1913.
Falleció en Lima después de una prolongada enfermedad el 6 de julio de 1919. Fue enterrada en el cementerio Presbítero Maestro de Lima. Nunca se casó ni tuvo hijos. Fue «ejemplo de una mujer vencedora de todas las adversidades derivadas de las barreras socioculturales de su época, que entregó su alma, amor y sensibilidad femenina a su vocación por la Medicina».
Su iniciativa abrió camino a otras mujeres de su país y en 1906, pocos años después de recibirse Rodríguez Dulanto, Julia Iglesias se convertía en la primera farmacéutica peruana al graduarse en San Marcos. Pasaría sin embargo más de un cuarto de siglo para que otra mujer obtuviera el título en medicina: sería María Mercedes Cisneros quien lo lograría en 1929 y que sería por varios lustros la única mujer médico peruana en ejercicio de la profesión.